# Karol IV Piękny
Karol IV Piękny, Sprawiedliwy, fr. Charles IV le Bel, (ur. 18 czerwca 1294, zm. 1 lutego 1328 w Vincennes) – hrabia La Marche 1314–1322, król Francji i Nawarry 1322–1328 (król Nawarry jako Karol I Łysy). Pochodził z dynastii Kapetyngów.
Był trzecim synem króla Filipa IV i Joanny I, królowej Nawarry, po której Karol miał prawa do tytułu króla Nawarry.
Został koronowany na króla Francji 21 lutego 1322 roku w katedrze w Reims. Wznowił wojnę z Anglikami o Księstwo Akwitanii; szybko je zajął i przyjął hołd wasalny od jej księcia, a zajęte terytoria wcielił do swej domeny.

## Panowanie
W czasie swoich sześcioletnich rządów Karol IV zraził do siebie wszystkich w swoim królestwie powiększając podatki, narzucając uciążliwe obowiązki i konfiskując dobra tych, których nie lubił. Nie miał nigdy swojego zdania, był marionetką najpierw w ręku stryja - Karola de Valois, a po jego śmierci - w ręku Roberta d’Artois. Był trzykrotnie żonaty, ale nie miał męskich potomków. Kiedy umierał, jego żona była w zaawansowanej ciąży. Gdy urodziła kolejną córkę, we Francji rozgorzał spór, kto ma przejąć po nim koronę. Najwięcej zwolenników miał Filip de Valois, syn Karola de Valois (młodszego brata Filipa IV Pięknego). Pochodził on z dynastii Walezjuszów - bocznej linii Kapetyngów. Ostatecznie zdobył potrzebne poparcie, dzięki Robertowi d’Artois i licznym przekupstwom np. ofiarował tron Nawarry Joannie w zamian za zrzeczenie się wszelkich pretensji do tronu Francji. Dotychczas trony Francji i Nawarry złączone były w jednym ręku.
Karol IV zmarł w Vincennes, opuszczony przez rodzinę i przyjaciół, został pochowany w nekropolii władców Francji, w bazylice Saint-Denis.

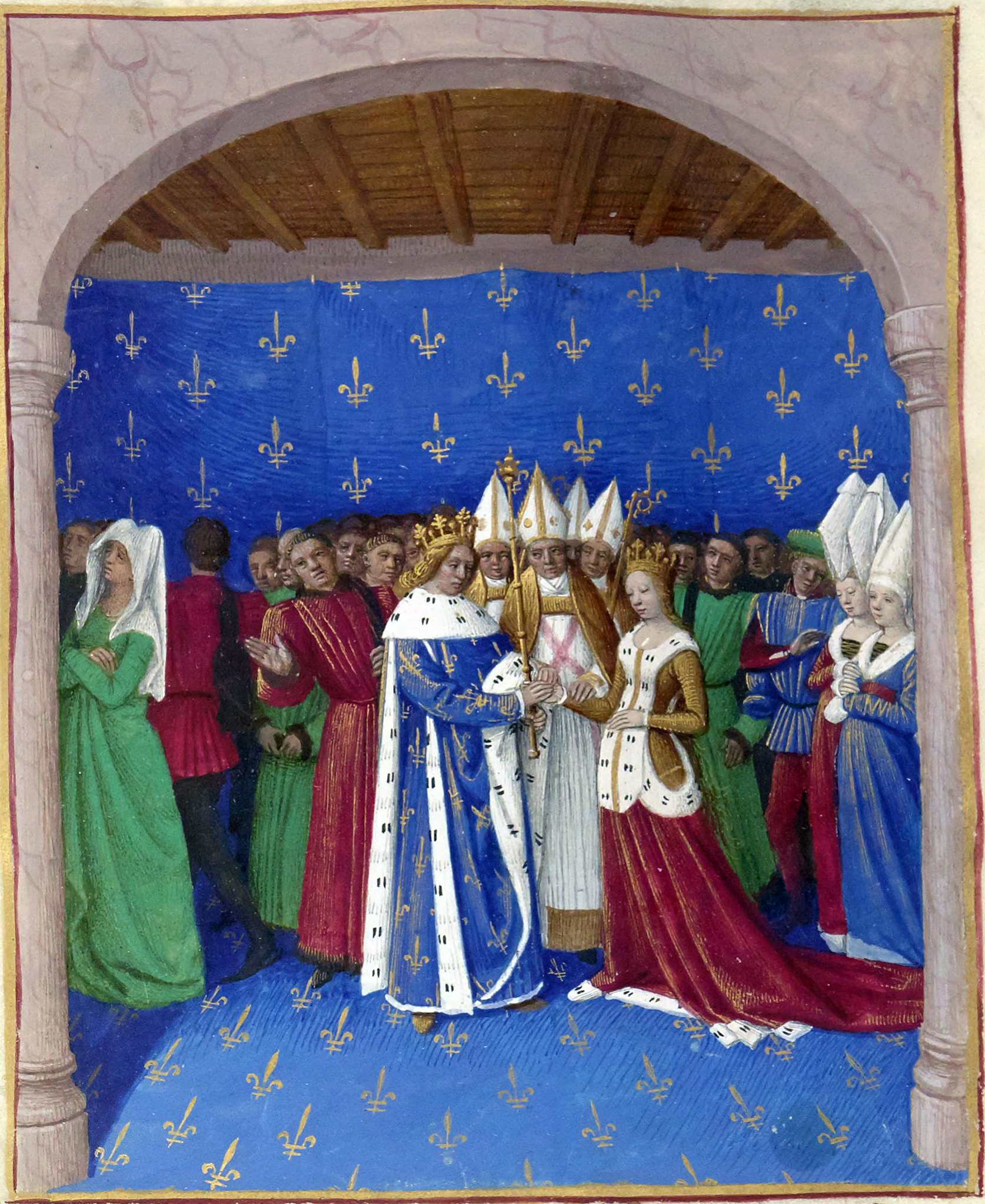
Ślub Karola IV i Marii Luksemburskiej

## Małżeństwa i potomkowie
- 1308 – Blanka Burgundzka (ur. ok. 1296, zm. 1326), córka hrabiego-palatyna Burgundii, Ottona IV (rozwód w 1322)
- 1322 – Maria Luksemburska (ur. 1305, zm. 1324), córka cesarza Henryka VII
- 1325 – Joanna d'Évreux (ur. 1310, zm. 1371), wnuczka króla Filipa III Śmiałego

Potomkowie:
z Blanką Burgundzką
- Filip (1314–1322),
- Joanna (1315–1321),

z Marią Luksemburską
- Ludwik (1324),

z Joanną d'Évreux
- Joanna (1326–1327),
- Maria (1327–1341),
- Blanka (ur. 1 kwietnia 1328, zm. 8 lutego 1392), żona Filipa, księcia Orleanu, syna króla Filipa VI.